# Alois Jirásek

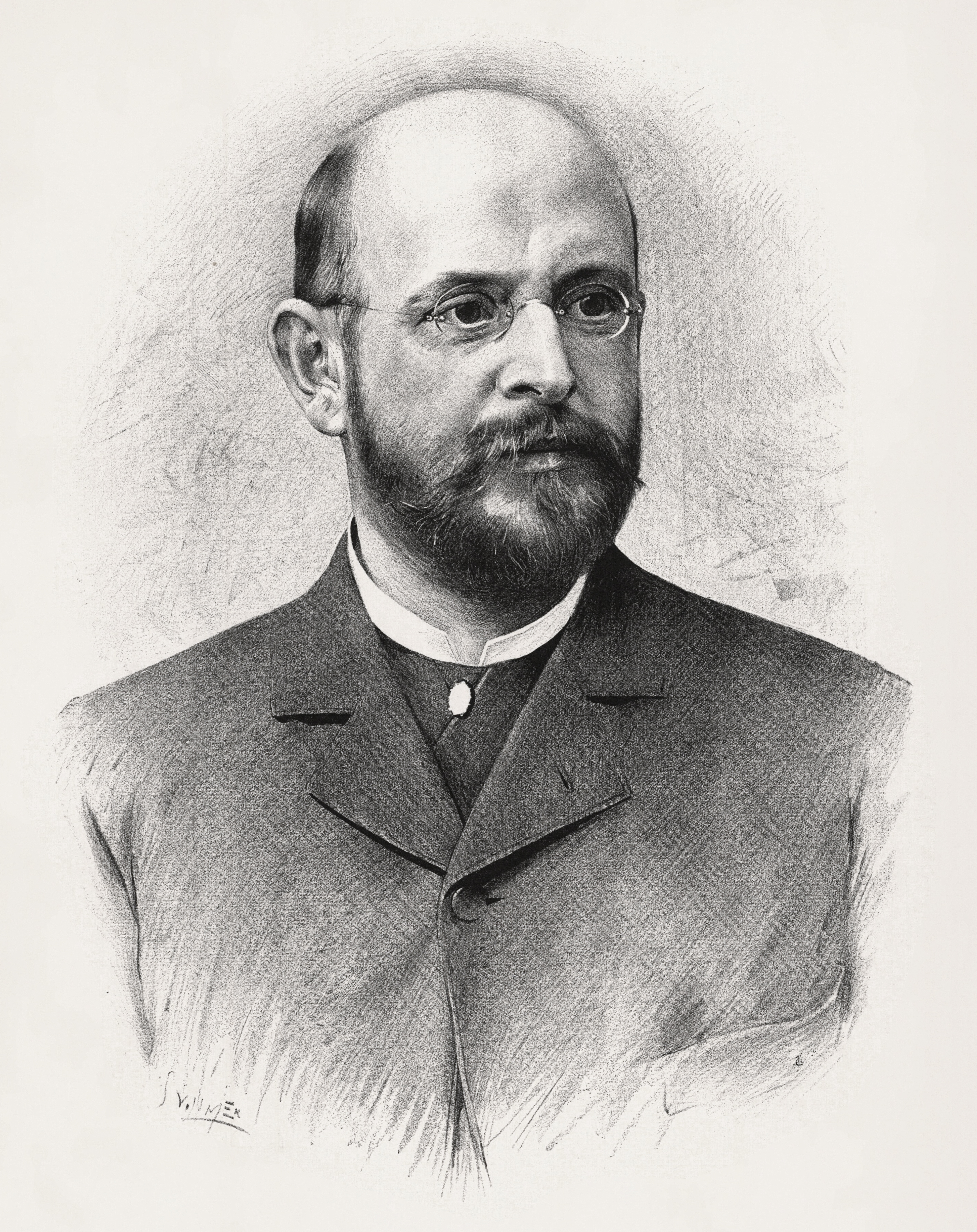
Alois Jirásek, Zeichnung von Jan Vilímek

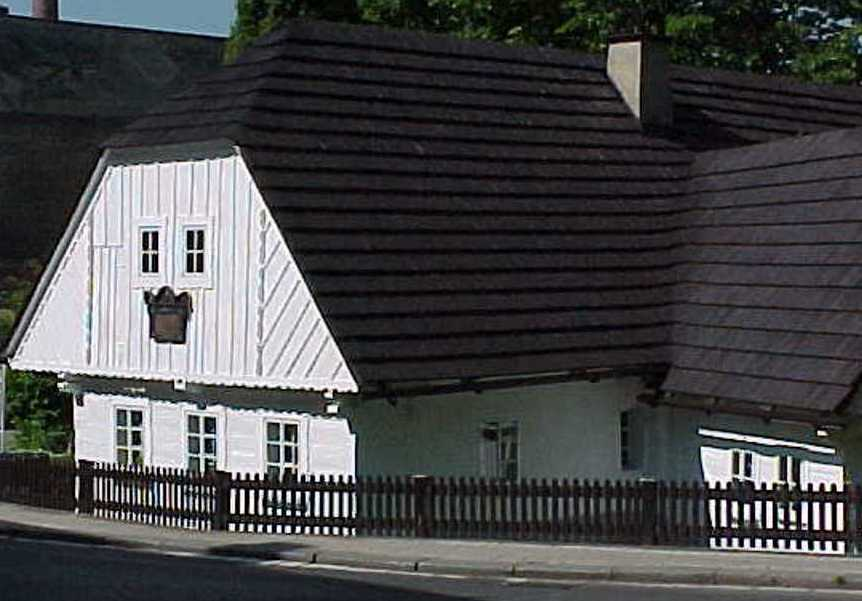
Geburtshaus von Alois Jirásek in Hronov

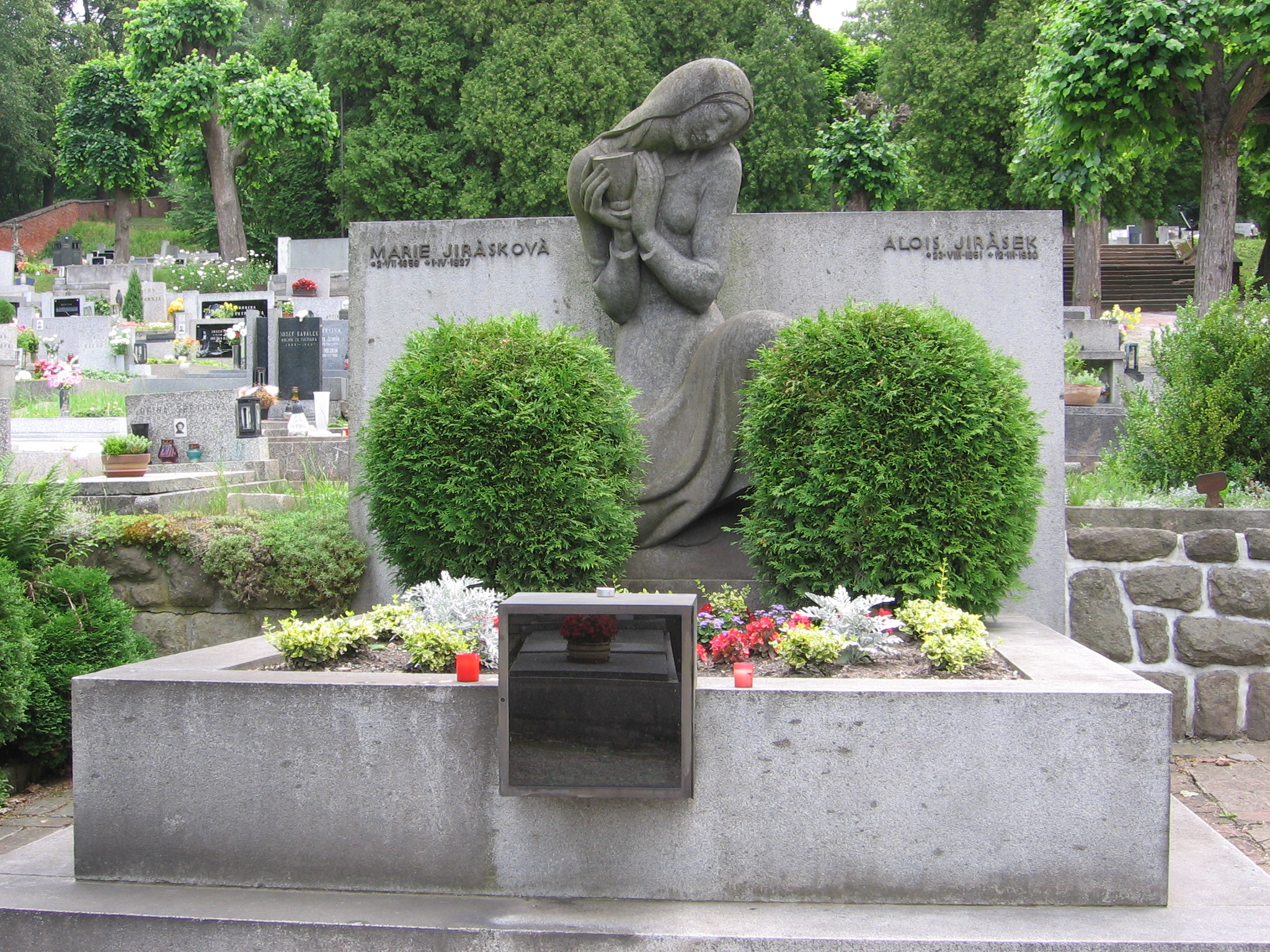
Jiráseks Grab in Hronov

Alois Jirásek (* 23. August 1851 in Hronov; † 12. März 1930 in Prag) war ein tschechischer Schriftsteller und Historiker.

## Leben
Der Bäckerssohn Jirásek besuchte das deutsche Benediktinergymnasium des Klosters Braunau und seit 1867 das tschechische Gymnasium in Königgrätz. Anschließend studierte er ab 1871 Geschichte an der Karls-Universität Prag. Danach war er ab 1874 Geschichtslehrer an der Mittelschule in Leitomischl und verfasste nebenher die ersten Romane. 1888 übernahm er – als bereits angesehener Schriftsteller – eine Stelle an der Mittelschule in der Žitná ulice in Prag, die er bis 1909 innehatte. Als einer der ersten tschechischen Schriftsteller unterschrieb er im Jahre 1917 das Manifest für die Gründung eines selbstständigen tschechischen Staates und wurde 1918 Mitglied der provisorischen Nationalversammlung. Nach dem Ende der Monarchie Österreich-Ungarn und der Proklamation der Republik der Tschechoslowakei 1918 verlas er eine Eidesformel des tschechischen Volkes.
In seinen Werken konzentrierte sich Jirásek überwiegend auf historische Themen. Dadurch trug er zur Stärkung des tschechischen Geschichtsbewusstseins bei. Seine Werke behandeln überwiegend Themen aus der Geschichte der Tschechen im 15. Jahrhundert (Glaubenskriege der Hussitenzeit, Choden) sowie der Nationalen Wiedergeburt im 19. Jahrhundert. Viele seiner Bücher wurden von Adolf Kašpar illustriert. Sein erstes größeres Werk war die historische Erzählung Skaláci, sein letztes Werk, der Roman Husitský král, blieb unvollendet. Die Spannweite seiner historischen Betrachtung ist breit. Sie beginnt in sagenhaften Zeiten mit den Staré pověsti české (Alte böhmische Sagen), über die Zeit nach der Schlacht am Weißen Berg, bis hin zu den Zeiten der Rekatholisierung in Böhmen.
Seiner Heimat Hronov und Umgebung widmete Jirásek den volkstümlichen Roman U nás [Bei uns]. Die vier Bände dieses Romans (Úhor, Novina, Osetek, Zeměžluč), spielen in den Jahren 1823 bis 1852.

## Ehrungen
Jirásek war Mitglied Tschechischen Akademie der Wissenschaften und Künste.
Sein Geburtshaus wurde als Museum eingerichtet. In Prag erhielten die Moldaubrücke Jiráskův most und der angrenzende Platz Jiráskovo náměstí seinen Namen. Auf dem Platz wurde 1960 das Alois-Jirásek-Denkmal aufgestellt. Auf dem Haus in Prag, in dem Jirásek bis zu seinem Tod lebte, wurde eine Gedenktafel angebracht. In Olmütz wird Jirásek mit einem Relief geehrt; im Park seiner Heimatstadt Hronov befindet sich ebenfalls ein Denkmal.
Im Jahr 1921 war Jirásek ein Kandidat für den Literatur-Nobelpreis.
Der 170 Kilometer lange Wanderweg Jiráskova cesta (zwischen Broumov und Litomyšl) wurde nach ihm benannt.

## Werke

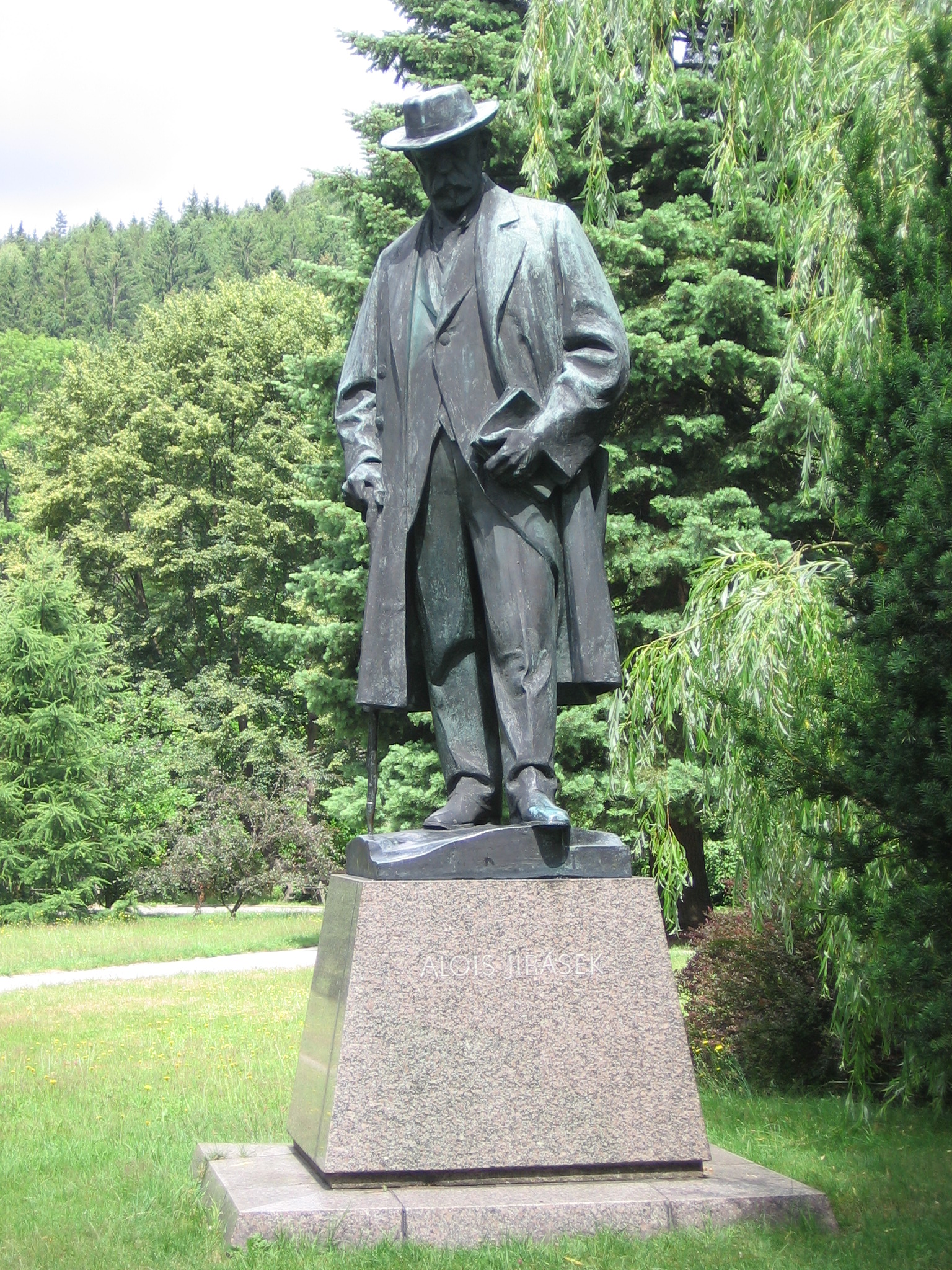
Denkmal in Hronov

### Prosa
- Skaláci, 1875
- Filosofská historie, 1877 (über das Leben der Studenten in Leitomischl und deren Aufstand von 1847 in Prag)
- Povídky z hor, 1878
- Slavný den, 1879
- Maloměstské historie, 1881
- Na dvoře vévodském, 1881
- Na staré poště, 1881
- Konec a počátek, 1882
- Obětovaný, 1883
- Ráj světa, 1883
- Psohlavci, 1883–1884 (Roman; im 17. Jahrhundert kämpfen die Choden unter Führung von Jan Sladký Kozina um die Wiederherstellung ihrer Vorrechte. Der Aufstand wurde niedergeschlagen und Jan Sladký hingerichtet)
- Sousedé, 1884
- Poklad, 1885
- Povídky, 1885–1889
- Povídky a novely, 1885–1889
- Johanka, 1886
- Pandurek, 1886
- Skály, 1886 (über den Bauernaufstand von 1777 gegen die Erbuntertänigkeit und die Frondienste in der Gegend von Náchod)
- Maryla a jiné povídky, 1887
- Na Ostrově, 1888
- U nás (vierteilige Chronik, die sich in der Gegend um Hronov, Jiráseks Geburtsstadt, abspielt; Hauptfigur ist – unter dem Namen Havlovický – der Priester und Patriot Josef Regner)
- Nevolnice, 1888
- František Ladislav Věk. Obraz z dob našeho národního probuzení, 1888–1906 (Roman in fünf Teilen über den nationalen Erwecker František Vladislav Hek)
- Druhý květ, 1890
- Mezi proudy (Do tří hlasů, Dvojí dvůr, Syn ohnivcův), 1890–1888 (schildert den Beginn der Hussitenbewegung und die Auseinandersetzungen des Adels mit dem König; beschreibt die Persönlichkeiten Jan Hus, Jan Žižka, König Wenzel IV. und den Prager Erzbischof)
- Drobné povídky a obrázky, 1891
- Proti všem  (Boží zástup, Kruciata, Skonání věků), 1893–1893 (Höhepunkt der Hussitenbewegung, Bau der Stadt Tábor, Sigismunds Kriegszug nach Böhmen, Schlacht am Veitsberg)
- Staré pověsti české, 1894 („Alte böhmische Sagen“ vom Urvater Čech über die Zeit der Fürsten und die Hussitenzeit bis hin zur Schlacht am Weißen Berg)
  - deutsch Böhmens alte Sagen. Übersetzt von Dr. Hans Gärtner. Artia, Prag 1957
- Bratrstvo (Tři rapsodie, Bitva u Lučence, Mária, Žebráci), 1899–1909 (Roman In drei Teilen über den Verfall der Hussitenbewegung nach der Schlacht von Lipan und den Zug der Hussiten unter der Führung von Johann Giskra in die Slowakei)
- Balada z rokoka, 1905
- Obnovit paměť minulých dnů, 1916
- Husitský král (Výjevy z velkého dramatu), 1920–1930 (Protagonist ist der böhmische König Georg von Podiebrad)
- Temno (über die Zeit der Unterdrückung des tschechischen Volkes während der Rekatholisierung nach dem Dreißigjährigen Krieg; das geistige Leben wird von der römisch-katholischen Kirche und den Jesuiten beherrscht; Nichtkatholiken treffen sich bei geheimen Versammlungen, lesen die Bibel und andere verbotene Bücher, wofür sie von der Kirche verfolgt werden. Während des Ersten Weltkrieges gehörte dieses Werk zu den beliebtesten historischen Romanen in Böhmen)

### Theaterstücke
- Vojnarka, 1890 – Tragödie
- Kolébka, 1891 – Lustspiel aus der Zeit Wenzels IV.
- Otec, 1894
- Emigrant, 1898
- Magdalena Dobromila Rettigová, 1901 – Lustspiel. Gewidmet der böhmischen Patriotin und Köchin.
- Jan Žižka, 1903
- Gero, 1904 – Tragödie, sucht Gründe für den Untergang der Elbslawen
- Lucerna, 1905
- Samota, 1908
- Pan Johanes, 1909
- Jan Hus, 1911
- Jan Roháč, 1914

### In deutscher Übersetzung
- Chodische Freiheitskämpfer (Psohlavci), übersetzt von Bohuš Lepař, Otto, Prag 1904
- Die Laterne (Lucerna), übersetzt von Spiridion Wukadinovi, Otto, Prag 1906
- Wider alle Welt (Proti všem), 2 Bände, übersetzt von Joa Höcker, Otto, Prag 1911 (Digitalisat); übersetzt von Josef Živný und Egon Jiřiček, Aufbau-Verlag, Berlin 1956. Der Schutzumschlag zeigt ein Gemälde des Jan Žižka von Mikoláš Aleš von 1908.
- Die Hundsköpfe (Psohlavci), Greifenverlag, Rudolstadt 1952
- Böhmens alte Sagen (Staré pověsti české), Vitalis, Prag 2006, ISBN 978-3-89919-082-3

## Verfilmungen
- 1954: Die Hundsköpfe (Psohlavci), Würdigung der Geschichte der Choden.
- 1954: Jan Hus
- 1956: Leben wollen alle (Ztracenci)
- 1984: Der Schatz des Grafen Chamaré (Poklad hrabete Chamaré) – nach dem Roman Der Schatz